# Konrad Krafft von Dellmensingen
Konrad Krafft von Dellmensingen (24. listopadu 1862 Laufen, Bavorské království – 21. února 1953 Seeshaupt, Německo) byl bavorský armádní generál, během první světové války velel elitní horské jednotce Alpenkorps. Před válkou sloužil jako náčelník generálního štábu v královské bavorské armádě.

## Život
Narodil se do nižší šlechtické rodiny v Bavorsku. Jeho otec sloužil jako královský notář. Krafft vstoupil do královské bavorské armády v roce 1881 jako důstojník-čekatel. V prosinci 1883 mu byla udělena hodnost podporučíka (Sekondeleutnant). Po ukončení bavorské vojenské akademie sloužil jako důstojník generálního štábu u řady jednotek. V roce 1902 se ve Vídni oženil s Helene Zöhrer, se kterou měl později dva syny a jednu dceru.
V předválečném období Konrad Krafft von Dellmensingen postupoval v hodnostním žebříčku nahoru, až se 1. října 1912 stal náčelníkem generálního štábu v královské bavorské armádě. Tuto pozici si podržel až do mobilizace v srpnu 1914.

### První světová válka
Po mobilizaci se generálmajor Konrad Krafft von Dellmensingen stal náčelníkem generálního štábu německé 6. armády. Sloužil jako velitel během bitvy na hranicích (7. srpen – 13. září 1914) a tzv. závodu k moři. Krátce po svém jmenování na generálporučíka (Generalleutnant), byl 27. května 1915 jmenován velitelem nově vzniklou divizi Alpenkorps. Jednotku vedl až do února 1917.
1. března 1917 se Krafft von Dellmensingen stal náčelníkem generálního štábu armádní skupiny Albrechta von Württemberga, kde sloužil do 9. září 1917. Poté se stal náčelníkem generálního štábu u 14. armády pod velením Otty von Below, kde pomohl s plánováním operace, která vstoupila do dějin pod názvem bitva u Caporetta. 2. února 1918 byla 14. armáda v Itálii rozpuštěna a von Below se svým generální štáb převzal velení nad nově zformovanou 17. armádou, která se připravovala na Ludendorffovu ofenzívu ve Francii. Krátce poté byl Krafft von Dellmensingen jmenován generálem dělostřelectva a získal velení nad II. královským bavorským armádním sborem (II. Königlich Bayerisches Armee-Korps), který vedl až do konce války.

### Po válce
Krafft von Dellmensingen odešel z armády v prosinci 1918. Ve 20. letech se účastnil příprav oficiální historie bavorské armády během první světové války.

## Odkaz
V roce 1937 byl v Garmisch-Partenkirchenu po Krafftovi von Dellmensingen pojmenován kasárenský komplex (Krafft-von-Dellmensingen-Kaserne). Název byl zrušen po skončení druhé světové války. V roce 1975 bylo kasárnám vráceno jejich původní jméno. Název Krafft-von-Dellmensingen-Kaserne umístěný před komplexem byl 29. června 2011 z místa odebrán.

## Ocenění
- Pour le Mérite – 13. září 1916. Dubové listy obdržel 11. prosince 1916.
- Vojenský záslužný řád – komtur – 11. září 1917.
- Vojenský řád Maxe Josefa – velkokříž – 24. říjen 1917.